# Макартизам
Макартизам (енгл. McCarthyism) је пракса изношења оптужби за нелојалност, субверзивност и издају без узимања у обзир постојања доказа. Израз води порекло из периода у историји Сједињених Држава који је познат као Друга црвена паника, а који је оквирно трајао од краја четрдесетих до краја педесетих година двадесетог века, и био познат по страху од комунистичког утицаја на америчке институције и шпијунаже од совјетских агената. Првобитно, израз је настао као критика антикомунистичких хајки америчког сенатора Џозефа Макартија, али је ускоро добио шире значење. Данас се израз макартизам користи и за друге типове безобзирних, непоткрепљених оптужби, као и за демагошке нападе на личност или патриотизам политичких противника.
Током ере макартизма, након Другог светског рата, на хиљаде Американаца су били оптужени да су комунисти или симпатизери комуниста, и били подвргнути агресивним истрагама и саслушањима пред владиним или приватничким одборима, панелима, комитетима и агенцијама. Главна мета ових сумњичења су били запослени у државном сектору, у сектору индустрије забаве, просветари и синдикални активисти. Сумње су често узимане у обзир упркос недовољним или сумњивим доказима, а ниво претње коју су представљали стварни или наводни левичарски ставови и активности је често значајно преувеличаван. Многи људи су остали без посла, уништене су им каријере, па чак су и затварани. Већина ових казни је дошло након пресуда које су касније укинуте, закона који су касније проглашени неуставним, отказа из разлога који су касније проглашени противзаконитим или подложним тужби, или ванправних процедура које су после сматране погрешним.
Међу најпознатијим примерима макартизма су говори, истраге и саслушања која је спроводио сенатор Макарти лично; Холивудска црна листа, повезана са саслушањима које је спроводио Комитет за неамеричке активности Представничког дома; и разне антикомунистичке активности Федералног истражног бироа (ФБИ) под вођством директора Џ. Едгара Хувера. Макартизам је био широко распрострањен друштвени и културни феномен који је утицао на све нивое друштва и узроковао озбиљне дебате и конфликте у Сједињеним Државама.

## Почеци
Историјски период који је познат као Макартијева ера је почео знатно пре него што је сам Џозеф Макарти ступио на сцену. Многи чиниоци су допринели макартизму, од којих неки сежу чак до година Прве црвене страве (1917–20), инспирисане појавом комунизма као политичке снаге. Захваљујући делом свом успеху у организовању радничких синдиката, као и раном противљењу фашизму, број чланова Комунистичке партије Сједињених Држава је растао током тридесетих година двадесетог века, достигавши врхунац од око 75.000 чланова 1940. и 1941. године. Док су Сједињене Државе учествовале у Другом светском рату као савезник Совјетског Савеза, питање антикомунизма је углавном било утишавано. По окончању Другог светског рата, готово одмах је почео Хладни рат, са ширењем комунистичког утицаја Совјетског Савеза у централној и источној Европи.
Иако су афере у вези са Игором Гузенком и Елизабет Бентли отвориле питање совјетске шпијунаже још 1945, догађаји из 1949. и 1950. су снажно појачали осећај комунистичке претње у Сједињеним Државама. Совјетски Савез је тестирао атомску бомбу 1949. године, раније него што су многи аналитичари очекивали. Исте године, Мао Цедунг је са својом комунистичком армијом преузео контролу над континенталном Кином упркос великој финансијској помоћи коју су Сједињене Државе пружиле противничком Куоминтангу. Корејски рат, у коме су са једне стране биле УН, Сједињене Државе и Јужна Кореја, а са друге стране комунисти из Северне Кореје и Кина, је почео 1950. Наредне године је такође дошло до неколико значајних догађаја у вези са совјетским хладноратовским шпијунским активностима. У јануару 1950, Алгер Хис, високи званичник Стејт департмента је осуђен за кривоклетство. Он је у ствари осуђен за шпијунажу; тај злочин је био застарео, али је осуђен за кривоклетство које се односило на одбацивање оптужбе у свом ранијем сведочењу пред Домом комитета за неамеричке активности. У Уједињеном Краљевству, Клаус Фукс је признао да се бавио шпијунажом у корист Совјетског Савеза док је радио на пројекту Менхетн у Националној лабораторији Лос Аламос током рата. Џулијус и Етел Розенберг су ухапшени 1950. због оптужби да су за рачун Совјета украли тајне атомске бомбе. Смртна казна над њима је извршена 1953.
Постојале су и суптилније снаге које су погодовале настанку макартизма. Конзервативнији политичари су већ дуго времена практиковали политику називања либералних реформи попут закона о дечјој радној снази и женског права гласа као „комунистичке“ или „црвене завере“ Ова тенденција се појачала током тридесетих година двадесетог века као реакција на политику Њу дила председника Френклина Д. Рузвелта. Многи конзервативци су изједначавали Њу дил са социјализмом или комунизмом, и сматрали су да су такве политике доказ да је влада под снажним утицајем комунистичких политичара у Рузвелтовој администрацији. Начелно, нејасно дефинисана опасност од „комунистичког утицаја“ је била чешћа тема у говорима антикомунистичких политичара него што је била шпијунажа или нека друга специфична активност.
Умешаност Џозефа Макартија у текући културни феномен који ја касније добио име по њему је почела говором који је одржао на Линколнов дан, 9. фебруара 1950. пред Клубом републиканских жена Вилинга у Западној Вирџинији. Током говора је показао лист папира са, како је тврдио, списком познатих комуниста који су радили за Стејт департмент. Обично се цитира да је Макарти рекао: „Имам овде у руци списак њих 205 - списак имена која су обзнањена државном секретару као чланови Комунистичке партије, а који упркос томе и даље раде и обликују политику у Стејт департменту.“ Овај говор је довео до великог новинског публицитета и утабао је Макартију стазу ка томе да постане један од најпрепознатљивијих политичара у Сједињеним Државама.
Прва забележена употреба израза макартизам је била у политичкој карикатури у „Вашингтон посту“. Аутор је Херберт Блок (познат под псеудонимом Херблок). Карикатура је објављена 29. марта 1950. Ова карикатура је приказивала четворицу водећих републиканаца који покушавају да натерају слона (традиционални симбол Републиканске странке) да стоји на десет канти катрана наслаганих једна на другу, које се климају, и на чијем врху је буре са натписом „макартизам“. Блок је касније написао да није било „ничег посебно генијалног у том изразу, који је једноставно искоришћен да се представи национална бољка коју би било тешко другачије описати. Ако је неко пре мене изрекао ту реч, слободно нека узме и њу, а и младог сенатора из Висконсина са њом. Дајем бесплатно и сет кухињског посуђа и кутију сапуна.”

## Институције
Постојали су бројни антикомунистички комитети, панели и „одбори за процену лојалности“ на федералном, државним и локалним нивоима, као и многе приватне агенције које су спроводиле истраге које су се тицале могућих комуниста међу радницима у малим и великим предузећима.
У Конгресу, главна тела која су истраживала комунистичке активности су била Дом комитета за неамеричке активности, Сенатски поткомитет за унутрашњу безбедност, и Стални поткомитет за истраге Сената. Између 1949. и 1954, укупно 109 истрага је спроведено у овим и другим комитетима Конгреса.

### Извршна власт

#### Процене лојалности и безбедности
У савезној влади, извршно наређење 9835, председника Харија Трумана је започело програм процене лојалности запослених у савезној управи 1947. године. Труман је наложио разрешење дужности ако су постојале „разумне основе... за веровање да је умешана особа нелојална Влади Сједињених Држава.“
Труман, који је био демократа, је вероватно у одређеној мери реаговао на успех републиканаца на конгресним изборима 1946, и сматрао је да треба да одговори на растуће критике из конзервативних и антикомунистичких кругова.
Када је председник Двајт Ајзенхауер ступио на дужност 1953, он је ојачао и проширио Труманов програм за процену лојалности, а уз то је сузио могућности за жалбе отпуштених службеника. Хирам Бингам, председавајући Одбора за процену лојалности Комисије цивилне службе је за нова правила која је био обавезан да спроводи рекао да „једноставно не представљају амерички начин решавања проблема“. Наредне године, Џ. Роберту Опенхајмеру, научном директору Пројекта Менхетн током кога је направљена прва атомска бомба, који је тада радио као консултант Комисије за атомску енергију Сједињених Држава су одузета безбедносна овлашћења након саслушања које је трајало четири недеље. Опенхајмер је добио безбедносна овлашћења највишег степена 1947, али су му она одузета у строжој клими 1954.
Сличне процене лојалности су вршене у многим државним и локалним канцеларијама и у неким приватним предузећима широм Сједињених Држава. Године 1958. је процењено да је отприлике сваки пети запослени у Сједињеним Државама морао да прође неку врсту процене лојалности. Радник који би изгубио посао услед негативне процене лојалности, могао би да има великих проблема да нађе нови посао. „Човек би био уништен свуда и заувек“, речима председавајућег Одбора за процену лојалности председника Трумана. „Тешко да би иједан одговоран послодавац ризиковао да му да посао“.
И Министарство правде је почело да води евиденцију организација које су сматране субверзивним почев од 1942. Списак је први пут објављен 1948, када се на њему налазило 78 организација. Тај број је касније нарастао на 154, од чега је 110 организација било означено као комунистичке. У контексту процена лојалности, чланство у некој од побројаних организација је представљало основ за сумњу, али није сматрано доказом нелојалности. Један од најчешћих основа за сумњу је било чланство у Вашингтонској књижарској асоцијацији, организацији која је нагињала налево и организовала предавања о литератури, концерте класичне музике, и попусте на куповину књига.

#### Џ. Едгар Хувер и ФБИ
У књизи Многи су злочини: Макартизам у Америци, историчарка Елен Шрекер назива ФБИ „најважнијом појединачном компонентом антикомунистичког крсташког рата“ и пише: „Да су посматрачи током педесетих година знали оно шта су сазнали од седамдесетих, када је Закон о слободи информација отворио досијее Бироа, 'макартизам' би вероватно био познат као 'хуверизам'.“ Директор ФБИ, Џ. Едгар Хувер је био један од најжешћих америчких антикомуниста, и један од најмоћнијих.
Хувер је осмислио програм лојалности и безбедности председника Трумана, а истраге о запосленима у оквиру тог програма су спроводили агенти ФБИ. Ово је био главни задатак који је довео до тога да се број запослених у ФБИ повећа од 3.559 1946. до 7.029 1952. године. Хуверово екстремно осећање комунистичке опасности и политички конзервативни стандарди доказа које је његов Биро примењивао је довео до тога да на хиљаде радника изгуби посао. Услед Хуверовог инсистирања да се идентитет доушника чува као тајна, већина оних који су дошли под удар провера лојалности и безбедности нису били у могућности да се суоче са онима који су их оптужили, па ни да сазнају њихове идентитете. У многим случајевима им није речено ни за шта су оптужени.
Хуверов утицај је досезао и ван службеника федералне владе и ван програма лојалности и безбедности. Налази саслушања и истрага за провере лојалности је требало да буду поверљиви, али Хувер је редовно доказе из њих достављао конгресним комитетима попут Дома за неамеричке активности.
Од 1951. до 1955, ФБИ је имао тајни „Програм одговорности“ у оквиру кога су дистрибуирани анонимни документи са доказима које је ФБИ имао о наклоњености комунистима наставника, правника и других. Многи људи који су оптужени у овим „слепим меморандумима“ су отпуштени без икаквог даљег поступка.
ФБИ је практиковао низ илегалних активности у потрази за подацима о комунистима, укључујући провале, отварање писама и нелегално прислушкивање. Чланови левичарске Националне адвокатске гилде су спадали у ретке правнике спремне да бране оптужене у случајевима који су се тицали комунизма, и ово је ту организацију начинило посебном метом за Хувера. у канцеларије организације је од 1947. до 1951. ФБИ провалио најмање четрнаест пута.
Између осталог, ФБИ је користио нелегално прибављене информације добијене приликом ових провала како би адвокате оптужбе обавестио о планираним стратегијама одбране које су припремали адвокати Националне адвокатске гилде.
ФБИ је такође организовао нелегалне тајне операције да узнемирава и омета комунистичке и друге дисидентске групе. Хувер је 1956. постајао све више фрустриран одлукама Врховног суда Сједињених Држава које су ограничавале могућности Министарства правде да суди комунистима. У ово време он је формализовао тајни програм „прљавих трикова“ под именом COINTELPRO. Акције у оквиру овог програма су укључивале подметање кривотворених докумената како би се створила сумња да су особе доушници ФБИ, ширење гласина путем анонимних писама, достављање података новинама, позивање на проверу од пореске службе и слично. Програм COINTELPRO је остао на снази до 1971.

### Комитет за неамеричке активности Представничког дома
Дом комитета за неамеричке активности (енгл. The House Committee on Un-American Activities), скраћено ХУАЦ - је био најистакнутији и најактивнији владин комитет који се бавио антикомунистичким истрагама. Основан је 1938, и био познат по имену Дијесов комитет по Мартину Дијесу млађем, који је председавао њиме до 1944. Овај комитет је испитивао разне „активности“ укључујући активности немачко-америчких нациста током Другог светског рата. Комитет се убрзо фокусирао на комунизам, почевши са истрагом комуниста у Федералном позоришном пројекту (пројекат финансирања позоришта током Велике депресије у оквиру програма Њу дил) из 1938. Значајан корак за ХУАЦ је било истраживање оптужби за шпијунажу против Алгера Хиса 1948. Ова истрага је на крају довела до суђења Хису и његове осуде за кривоклетство, што је убедило многе у корисност конгресних комитета у разоткривању „комунистичке субверзије“.
Комитет је највећи публицитет и славу стекао истрагом у холивудској филмској индустрији. Октобра 1947, Комитет је почео да издаје налоге за сведочење сценаристима, режисерима и другим професионалцима из филмске индустрије, како би сведочили о свом познатом или сумњиченом чланству у Комунистичкој партији, вези са њеним члановима или подржавању њених ставова. На овим сведочењима је постављано питање које је постало познато као „питање за 64 долара“, које је гласило: „Да ли сте сада или у прошлости били члан Комунистичке партије Сједињених Држава?“ Међу првим сведоцима из филмске индустрије које је Комитет приморао да сведоче је била десеторка која је одбила да сарађује. Ова група која је постала позната као „Холивудска десеторка“ се позвала на Први амандман, који је гарантовао слободу говора и окупљања, а за који су веровали да их је правно штитио од обавезе да одговарају на питања комитета. Ова тактика није уродила плодом, и десеторка је осуђена на затворске казне за непоштовање Конгреса. Двоје је осуђено на шест месеци, а остали на годину дана затвора.
Касније су се сведоци (из индустрије забаве и ван ње) који би одлучили да не сарађују са Комитетом позивали на Пети амандман, који је штитио од оптуживања самог себе. Мада је ово био ефикасан начин заштите од оптужби за непоштовање Конгреса, многе владине институције и приватна предузећа су позивање на Пети амандман сматрале довољном основом за отпуштање. Многи сведоци су се нашли пред избором да ли да „пузе кроз блато и постану доушници“ како је то глумац Лари Паркс представио, или да постану познати као „комунисти Петог амандмана“, што је епитет који је често користио сенатор Макарти.

### Сенатски комитети
Основни комитет Сената који се бавио истрагама комуниста је био Сенатски поткомитет за унутрашњу безбедност Сједињених Држава (СИСС), који је основан 1950. и био је задужен за осигурање спровођења закона који су се тицали „шпијунаже, саботаже и заштите унутрашње безбедности Сједињених Држава“. Овим комитетом је руководио демократа Пет Макаран, који је стекао репутацију по пажљивим и опсежним истрагама. СИСС је провео годину дана истражујући Овена Латимора и друге чланове Института за пацифичке односе. Као у бројним ранијим случајевима, група научника и дипломата око Латимора (такозване „кинеске руке“) је оптужена да су „изгубили Кину“, и мада су нађени одређени докази прокомунистичких ставова, није нађен ниједан доказ који би подржао Макаранову оптужбу да је Латимор био „свестан и артикулисан инструмент совјетске завере“. Латимор је оптужен за кривоклетство пред СИСС 1952. Након што је федерални судија одбацио многе оптужбе и један од сведока признао кривоклетство, 1955. године је случај одбачен.
Сам Џозеф Макарти је предводио Стални сенатски поткомитет за истраге током 1953. и 1954, и у ово време га је у више наврата користио за своје истраге у циљу лова на комунисте. Макарти је прво испитивао наводе о комунистичком утицају у Гласу Америке, а затим се окренуо библиотекама у иностранству. У каталозима америчких библиотека у иностранству су тражена имена писаца које је Макарти сматрао неприкладним. Он је затим диктирао списак наводно прокомунистичких писаца пред својим поткомитетом и новинарима. Под овим притиском, Стејт департмент је наредио својим библиотекарима у иностранству да са својих полица уклоне „материјале свих контроверзних особа, комуниста, симпатизера комуниста, итд.“ Неке библиотеке су чак спаљивале ове забрањене књиге.
Макартијев комитет је затим започео истрагу у Војсци Сједињених Држава. Истрага је прво започела у војној сигналној лабораторији у Форт Монмауту. Макарти је пунио новинске ступце причама о опасном шпијунском прстену међу војним истраживачима, али ова истрага није довела до резултата. Затим је Макарти усмерио пажњу на случај војног стоматолога који је унапређен у чин мајора упркос томе што је одбио да одговори на питања у војном формулару за испитивање лојалности. Макартијев начин спровођења ове истраге, укључујући и низ увреда упућених једном бригадном генералу, је довео до саслушања Војске и Макартија, када су Војска и Макарти 36 дана размењивали оптужбе и противоптужбе пред очима јавности. Ова саслушања нису довела до конкретних исхода, али је овакво медијско експонирање Макартија довело до оштрог пада његове популарности. У наредних годину дана, Макарти је престао да буде значајан антикомунистички фактор.

### Црне листе
Ерик Џонстон, председник Филмске асоцијације Америке, је 25. новембра 1947. (дан након што је Представнички дом одобрио оптужбе за непоштовање за Холивудску десеторку) издао саопштење за штампу у име шефова највећих студија, а које је постало познато под именом Валдорфова изјава. Ова изјава је најавила отпуштање Холивудске десеторке и гласила је: „Ми нећемо свесно запошљавати комунисте или чланове било које партије која се залаже за збацивање владе Сједињених Држава[...]“ Ова отворена капитулација пред макартистичким ставовима је означила почетак Холивудске црне листе. Упркос чињеници да је одбијано запошљавање стотина људи, студији, продуценти и остали запослени нису јавно признали да је црна листа постојала.
У ово време су почели да се појављују приватни одбори за проверу лојалности и антикомунистичке истраге, како би одговорили на растуће потребе разних грана привреде за провером да ли се њиховим запосленима може веровати. Компаније које су биле забринуте због осетљивости својих делатности, или оне, попут забавне индустрије, које су се осећале посебно зависном од ставова јавног мњења, су користиле услуге оваквих одбора. Уз одговарајућу накнаду, ови тимови су истраживали запослене и постављали им питања о њиховим политичким ставовима. На оваквим саслушањима особа обично није имала право на присуство свог адвоката, и као што је био случај са истрагама Дома комитета за неамеричке активности, од испитаника је понекад било тражено да се брани од оптужби без могућности да унакрсно испита онога ко га је оптужио. Агенције које су се бавиле овим истрагама су водиле спискове левичарских организација, публикација, окупљања, као и спискове појединаца који су били познати као комунисти или осумњичени да су комунисти. Књиге попут Црвених канала и листови као што су Противудар и Поверљива информација су објављивани како би се пратиле комунистичке и левичарске организације и појединци.

### Закони и хапшења
Покушаје да се Сједињене Државе заштите од перципиране комунистичке субверзије је посебно омогућавало неколико федералних закона. Закон о регистрацији странаца или Смитов закон из 1940. је учинио криминалним преступом свако „свесно или вољно залагање, охрабривање, предлагање или проповедање [...] пожељности или исправности да се збаци Влада Сједињених Држава или било које државе силом или насиљем, или свако ко организује било које удружење које проповеда, предлаже или охрабрује такво збацивање, или свако ко постане члан или се повеже са било којим таквим удружењем“. Стотине комуниста и других су процесуирани по овом закону између 1941. и 1957. Једанаест вођа Комунистичке партије су оптужени и осуђени по Смитовом закону 1949. године. Десет оптужених је осуђено на пет година а једанаести на три године затвора. Сви адвокати одбране су осуђени за непоштовање суда и добили затворске казне. Још двадесет троје људи из врха партије је оптужено 1951, укључујући Елизабет Гарли Флин, која је била један од оснивача Америчке уније за грађанска права; многи су осуђени на основу сведочења за која су сведоци касније признали да су била лажна. До 1957, 140 вођа и чланова Комунистичке партије је оптужено по овом закону, од чега је 93 осуђено.
Маккаранов закон о унутрашњој безбедности, који је донет 1950. је ауторка Елин Шрекер описала као „једини важан правни акт донет у Макартијевој ери“ (Смитов закон је донет пре доба макартизма). Међутим, Маккаранов закон није имао неки стваран ефекат осим правног малтретирања. Овај закон је захтевао регистрацију комунистичких организација код Државног тужиоца, а по њему је успостављен и Контролни одбор за субверзивне активности, са задатком да истражује могуће организације комунистичке акције и комунистичког фронта, које би онда морале да се региструју. Услед бројних саслушања, одлагања и жалби, закон никад није заживео, чак ни кад је у питању сама Комунистичка Партија Сједињених Држава, а многе главне ставке закона су оцењене неуставним 1965. и 1967. Закон о имиграцији и националности или Маккаран-Волтеров закон је донет 1952. Овај закон је омогућавао влади да депортује имигранте или натурализоване држављане који се баве субверзивним активностима и такође да забрани улазак у земљу онима који су сумњиви као субверзивни појединци.
Закон о контроли комуниста је изгласан огромном већином у оба дома Конгреса након врло мало расправе. Заједно су га написали републиканац Џон Маршал Батлер и демократа Хјуберт Хамфри, а представљао је проширење Закона о унутрашњој безбедности из 1950, и тежио је да стави ван закона Комунистичку партију, прогласивши да она, као и друге „организације инфилтриране комунистима“ као такве „не заслужују никаква права, привилегије или имунитет пред правним телима“. Закон о контроли комуниста никада није имао неки значајан утицај, и можда је највише остао упамћен по необичном споју либерала и конзервативаца који су га подржали. Успешно је примењен само двапут: 1954. када је искоришћен да се чланови Комунистичке партије појаве на гласачкој листи у Њу Џерзију, и 1960. када је на основу њега одбијено признавање Комунистичке партије Сједињених Држава као послодавца у контексту система за компензацију незапослености државе Њујорк. Њујорк пост је закон назвао „наказним“, „бедним гажењем демократских принципа“, док је лист Нација оптужио либералне демократе за „неуротичну анксиозност у изборној години како би се избегле оптужбе да су 'мекани према комунизму' чак и по цену жртвовања уставних права.“

## Подршка јавности
Макартизам су подржавале различите групе, укључујући Америчку легију и разне друге антикомунистичке организације. Један од кључних елемената подршке су биле разне милитантно антикомунистичке женске групе попут Америчког форума за јавне односе и Минуташких жена Сједињених Држава. Ове организације су окупљале десетине хиљада домаћица које су се организовале у мреже за писање писама, патриотске клубове и координисале напоре да се идентификује и искорени оно шта су оне сматрале субверзијом.
Иако су радикалне групе крајње деснице чиниле срж подршке макартизму, ове групе свакако нису биле усамљене у тој подршци. Широка „коалиција огорчених“ је налазила макартизам привлачним, или барем политички корисним. Примери тема око којих су се различите групе уједињавале су супротстављање интернационализму, поготово Уједињеним нацијама; противљење давањима за социјалну помоћ, посебно различитим програмима успостављеним у оквиру Њу дила; и супротстављање напорима да се умање неједнакости друштвених структура у Сједињеним Државама.
Једна од тема на које су се фокусирале присталице макартизма се тицао јавног здравства, поготово вакцинације, бриге о менталном здрављу и флуорисању воде, што су све биле наводне комунистичке завере како би се испрали мозгови Американаца. Антиинтернационалистички аспекти макартизма су у литератури често узимали антијеврејске тонове. (Види флајер на слици десно: Рабин Шпиц из Америчког Хебреја, 1. марта 1946: „Амерички Јевреји морају да се ухвате у коштац са нашим савременим антисемитима; морамо да попунимо душевне болнице антисемитским лудацима.“) Оваква гледишта су доводила до великих спорова између макартистичких радикала и поборника програма јавног здравства. Најпознатији пример овога је случај контроверзе у вези са Законом о менталном здрављу Аљаске из 1956.
Вилијам Ф. Бакли, млађи, оснивач утицајног конзервативног политичког часописа Национална ревија, је у одбрану макартизма написао Макарти и његови непријатељи, где је истакао како је „Макартизам ... покрет око кога људи добре воље и строге моралности могу да се окупе“.
Осим тога, како је истакао Ричард Ровиер, велики број обичних Американаца је био убеђен да „где има дима, има и ватре“ и пружио је подршку макартизму. По Галуповом истраживању из јануара 1954, око 50% Америчке јавности је подржавало Макартија, док је 29% имало негативне ставове о овом сенатору. Ерл Ворен, Врховни судија Сједињених Држава је прокоментарисао да би Повеља о правима Сједињених Држава, да се о њој тада гласало, вероватно била одбачена.

## Слика о комунистима
Они који су се трудили да оправдају макартизам су то у великој мери чинили својим описом комунизма и америчких комуниста поготово. Поборници макартизма су тврдили да је Комунистичка партија Сједињених Држава у толикој мери под контролом Москве да је сваки амерички комуниста неизбежно марионета Совјетског Савеза. Речима Џ. Едгара Хувера из говора 1950. године, „тела и душе чланова Партије су власништво партије“. Ово није био став који су делили само екстремни конзервативци. 1940, Амерички савез за грађанске слободе је избацио Елизабет Гарли Флин, која је била члан-оснивач ове организације, уз образложење да је њено чланство у Комунистичкој партији довољно да је дисквалификује као грађанског либертаријанца. У суђењима члановима Комунистичке партије по Смитовом закону (види горе), тужиоци су случај базирали и на премиси да је посвећеност насилном збацивању владе представља својство доктрина марксизма-лењинизма. Делови Устава Комунистичке партије Сједињених Држава који су експлицитно одбацивали револуционарно насиље су одбацивани као свесна обмана.
Осим тога, често се јављала тврдња да Партија никоме није дозвољавала да је напусти, па се дешавало да неко ко је кратко био члан партије пре више деценија буде осумњичен као тренутни члан.

## Жртве макартизма
Није лако проценити број жртава макартизма. Број затворених се мери стотинама, а око десет или дванаест хиљада је изгубило послове. У многим случајевима је довољно било да Дом комитета за неамеричке активности или неки сличан комитет изда налог за сведочење па да особа изгуби посао. Многи од оних који су завршили у затвору, изгубили послове или били испитивани пред комитетима су заиста у прошлости или садашњости имали неке везе са Комунистичком партијом. Али за велику већину је била врло упитна и могућност да науде држави, као ниво веза са комунистима. Осумњичени за хомосексуалност су такође често долазили под удар макартизма. Лов на „сексуалне перверзњаке“, који су сматрани субверзивни по природи, је довео до тога да стотине људи буде узнемиравано или им буде ускраћено запослење.
У филмској индустрији преко триста глумаца, писаца и режисера није могло да ради у Сједињеним Државама услед незваничне Холивудске црне листе. Црне листе су биле на снази широм забавне индустрије, у универзитетима и школама на свим нивоима, у правничкој професији, и у многим другим областима. Програм лучке безбедности који је Обалска стража започела убрзо након избијања Рата у Кореји је налагао да испитивање сваког поморског радника који је укрцавао или радио на било ком америчком броду, невезано за транспорт тог брода или његову дестинацију. Као и код осталих макартистичких истрага лојалности и безбедности, идентитети оних који су износили оптужбе, као и природа оптужби су обично чуване у тајности од оптуженог. Готово 3.000 помораца и лучких радника је изгубило посао само услед овог програма.
Следи списак неких виђенијих људи који су били на црним листама или су на неки други начин трпели прогон услед макартизма:
- Нелсон Алгрен, писац[46]
- Елмер Бернстин, композитор и диригент[47]
- Леонард Бернстин, композитор и диригент[48]
- Дејвид Бом, физичар и филозоф[49]
- Чарли Чаплин, глумац и режисер[50]
- Арон Копланд, композитор[48]
- Бартли Крум, правник[51]
- Хауард Да Силва, глумац[52]
- Џулс Дасин, режисер[53]
- Долорес дел Рио, глумица[54]
- Вилијам Ду Боис, активиста за грађанска права и писац[55]
- Хауард Фаст, писац[56]
- Џон Гарфилд, глумац[48]
- Џек Гилфорд, глумац[57]
- Рут Гордон, глумица[58]
- Ли Грант, глумица[59]
- Дашијел Хамет, писац[48]
- Елизабет Хоуз, дизајнерка одеће, списатељица, активиста за једнака права[60]
- Лилијан Хелман, сценариста[48]
- Лена Хорн, певачица[61]
- Лангстон Хјуз, писац[48]
- Сем Џефи, глумац[48]
- Гарсон Кејнин, писац и режисер[48]
- Бенџамин Кин, историчар[62]
- Џипси Роуз Ли, глумица и стриптизета[48]
- Корнелијус Ланцош, математичар и физичар[63]
- Артур Лорентс, сценариста[58]
- Филип Леб, глумац, на црној листи и остао без посла, починио самоубиство 1955: [64]
- Џозеф Лоузи, режисер[48]
- Бурџис Мередит, глумац[48]
- Артур Милер, сценариста и есејиста[48]
- Зеро Мостел, глумац[48]
- Роберт Опенхајмер, физичар, научни директор Пројекта Менхетн, безбедносна овлашћења опозвана[65]
- Дороти Паркер, писац[48]
- Лајнус Полинг, хемичар, добитник две нобелове награде, одбијано издавање пасоша[66]
- Мартин Рит, глумац и режисер[67]
- Пол Робсен, глумац, спортиста, певач, писац, политички активиста и активиста за грађанска права[68]
- Едвард Џ. Робинсон, глумац[48]
- Валдо Солт, сценариста[69]
- Пит Сигер, фолк певач[48]
- Арти Шо, џез музичар[48]
- Ирвин Шо, писац[70]
- Вилијам Л. Ширер, новинар[48]
- Лајонел Стандер, глумац[48]
- Пол Свизи, економиста и оснивач-уредник Месечне ревије[71]
- Чарлс В. Тајер, дипломата[72]
- Далтон Трамбо, сценариста, један од „Холивудске десеторице“
- Ћен Сусен, физичар[73]
- Орсон Велс, глумац, писац и режисер[48]

## Критике
Јавност нипошто није била уједињена иза политика и активности које су се спроводиле у оквиру макартизма. Постојали су бројни критичари разних аспеката макартизма, укључујући разне личности које иначе нису биле познате по свом либерализму.
На пример, у свом вету (који је поништен) на Маккаранов закон о унутрашњој безбедности 1950. године, председник Труман је написао, „У слободној земљи, кажњавамо људе због злочина које почине, а никада због ставова које имају.“ Труман је такође неуспешно поставио вето на Тафт-Хартлијев закон, који је између осталог синдикатима онемогућавао заштиту пред Националним одбором за радничке односе уколико вође синдиката не би потписале исказе под заклетвом да нису и никада нису били комунисти. Након што више није био председник, Труман је 1953. критиковао тадашњу Ајзенхауерову администрацију:
Сада је евидентно да је тренутна администрација, из политичких разлога, у потпуности прихватила макартизам. Не говорим о сенатору из Висконсина. Он је битан само утолико што је израз по њему добио име. Ради се о искривљавању истине, напуштању нужног поступка права. Ради се о коришћењу велике лажи и неосноване оптужбе против било ког држављанина у име Американизма или безбедности. Ради се о томе да моћ стичу демагози који живе на неистини; ради се о ширењу страха и уништењу вере у сваком нивоу друштва.
Маргарет Чејс Смит, републиканска сенаторка из Мејна, је 1. јуна 1950. пред Сенатом одржала говор који је назвала „Декларација савести“. У јасном нападу на макартизам, она је позвала на престанак „атентата на личности“ и навела „неке од основних принципа Американизма: право да се критикује; Право да се има непопуларно уверење; Право на протест; Право на независну мисао.“ Рекла је како „слобода говора више није оно шта је била у Америци,“ и осудила „канцерогене пипке 'не знај ништа, сумњај на све' ставова“. Шест других републиканских сенатора: Вејн Морз, Ирвинг Ивес, Чарлс В Тоби, Едвард Џон Тај, Џорџ Аикен и Роберт К. Хендриксон су се придружили Смитовој у осуди макартистичких тактика.
Елмер Дејвис, један од најпоштованијих новинских репортера и коментатора четрдесетих и педесетих година двадесетог века је често говорио против онога шта је називао претеривањима у макартизму. Једном приликом је упозорио да многе локалне антикомунистичке групе врше „опште нападе не само на школе, колеџе и библиотеке, на наставнике и уџбенике, већ на све људе који мисле и пишу [...] укратко, на слободу ума."
Врховни суд је 1952. прихватио одлуку нижег суда у случају Алдер против Одбора за образовање Њујоркс, тиме одобривши закон који државним одборима за оцену лојалности омогућава да отпусте наставнике које оцене „субверзивним“. Судија Вилијам О. Дауглас је изразио неслагање са већинском пресудом и у образложењу је написао: „Тренутни закон почива на принципу који је одбојан нашем друштву — кривица по повезаности.[...] Оно шта се под овим законом ради је типично за полицијску државу. Наставници су под сталним надзором; њихове прошлости се прочешљавају како би се пронашли знаци нелојалности; све шта изговоре се прати како би се пронашли трагови опасних мисли.“
Позоришна представа из 1952. The Crucible, Артура Милера је користила Салемска суђења вештицама као метафору за макартизам, сугеришући да се прогон попут макартистичког може јавити било кад и било где. Представа се снажно фокусирала на чињеницу да кад је особа једном оптужена она има мале шансе да се одбрани због ирационалног и циркуларног резоновања судова и јавности. Милер је касније написао: „Што сам више читао о паници у Салему, све више су ми се јављале слике наших искустава из педесетих.“
Један од најутицајнијих противника макартизма је био чувени новинар и аналитичар куће ЦБС, Едвард Р Мароу. 20. октобра 1953. он је у својој емисији приказао причу о отпуштању Мила Радуловића, бившег резервног поручника Америчког ратног ваздухопловства, који је оптужен за повезаност са комунистима. Емисија је оштро критиковала методе ратног ваздухопловства, које су укључивале представљање доказа у запечаћеној коверти коју Радуловић и његов адвокат нису смели да отворе. Епизода Мароуове емисије емитована 9. марта 1954. је поново била о макартизму, овога пута нападајући самог Џозефа Макартија. Емисија је имала наслов „Извештај о сенатору Џозефу Р. Макартију“ и користила је снимке његових говора како би га приказала као непоштеног, необазривог и агресивног према сведоцима и познатим Американцима. У завршном коментар, Мароу је рекао:
| „ | Не смемо да помешамо неслагање и нелојалност. Морамо увек да имамо у виду да оптужба није доказ и да осуда зависи од доказа и нужног законског поступка. Нећемо ходати у страху једни од других. Страх нас неће одвести у доба неразума, ако погледамо дубоко у нашу прошлост и нашу доктрину, и сетимо се да не потичемо од страшљивих људи. | ” |

 Ова емисија се сматра једном од кључних епизода у заустављању макартизма.
Сенатор Макарти се априла 1954. поново нашао под нападом током Саслушања војске и Макартија. Ова саслушања су уживо приказивана на телевизијској мрежи Еј-би-си што је јавности омогућило да из прве руке виде како функционишу Макартијева испитивања и његове контроверзне тактике. У једној размени удараца, Макарти је подсетио војног адвоката Џозефа Велча да он у својој правној фирми има запосленог који је припадао организацији која је оптужена за симпатизирање комуниста. У реплици која је осликавала растуће негативне ставове јавности о Макартију, Велч је дао чувени одговор сенатору: „Зар немате нимало пристојности, господине? Зар вам на крају није остало нимало осећаја за пристојност?“

## Опадање
Средином и касних педесетих година двадесетог века, ставови и институције макартизма су полако почеле да слабе. Промена ставова јавности је знатно допринела овоме; опадање макартизма такође може да се прати и кроз серију судских одлука.
Кључна личност у престанку коришћења црних спискова је био Џон Хенри Фолк (енгл. John Henry Faulk). Фолк је био водитељ поподневне хумористичке радио емисије и левичарски активиста у свом синдикату, Америчкој федерацији телевизијских и радио уметника. Истраживала га је AWARE, Inc, једна од приватних компанија која је проучавала запослене тражећи знакове комунистичке „нелојалности“. Како га је AWARE означио као неподобног, ЦБС радио га је отпустио. Фолк је одлучио да тужи AWARE 1957, што је готово јединствен случај међу жртвама црних спискова, и 1962. је суд пресудио у његову корист.
Овом судском пресудом, приватне компаније које су састављале црне спискове и они који су користили њихове услуге су схватили да могу да буду правно одговорни за професионалну и финансијску штету коју проузрокују. Иако су неке црне листе наставиле да постоје, приватне агенције за „проверу лојалности“ су ускоро постале ствар прошлости. Чак и пре Фолкове пресуде, многи у Холивуду су решили да је време да се занемаре црни спискови. Далтон Трамбо, један од најпознатијих чланова Холивудске десеторке, је 1960. јавно признат као писац сценарија за филмове Егзодус и Спартак.
Добар део посла на демонтирању макартизма спровео је Врховни суд. Како је Ричард Ровир написао у својој биографији Џозефа Макартија, „Врховни суд Сједињених Држава је узео као јасну чињеницу подеротине које Макарти прави у ткиву слободе, и стога издао низ одлука које су то ткиво ојачале.“ Двојица судија које је Ајзенхауер именовао у Врховни суд - Ерл Ворен (који је постао Врховни судија) и Вилијам Џ. Бренан, млађи — су се показали либералнијим него што је Ајзенхауер очекивао, и он је касније именовање Ворена назвао својом „највећом грешком“.
Врховни суд је 1956. разматрао случај Слочовер против Одбора за образовање. Слочовер је био професор на Бруклинском колеџу кога је Град Њујорк отпустио јер се позвао на Пети амандман када је пред Макартијевим комитетом упитан да ли је у прошлости био члан Комунистичке партије. Суд је забранио такво понашање, пресудивши „...морамо да осудимо праксу импутирања мрачних значења коришћењу уставног права позивања на Пети амандман.[...] Право на одбијање особе да сама себе инкриминише би било сведено на пусту спрдњу уколико би се коришћење тог права посматрало као еквивалент било признавања кривице или разумне претпоставке кривоклетства.“
Још једну кључну пресуду је представљао случај Јејтс против Сједињених Држава из 1957, у коме су поништене пресуде против четрнаест комуниста. Судија Блек је у коментару написао следеће о оригиналним суђењима по „Смитовом закону“: „Исказ сведока је сразмерно небитан. Кривица или невиност могу да зависе од тога шта су Маркс или Енгелс или неко трећи написали или за шта су се залагали пре стотину година или више.[...] Када је мрско или неуобичајено мишљење о влади у ствари кључно питање, [...] предрасуде чине осуду неизбежном осим у случају најређих околности.“
Такође, Врховни суд је 1957. пресудио у случају Воткинс против Сједињених Држава, ограничивши моћ Дома за неамеричке активности да кажњава за непоштовање Конгреса сведоке који не сарађују приликом испитивања: „Само позивање сведока и приморавање на сведочење, против његове воље, о његовим уверењима, изразима или везама је вид владиног мешања. А када се та изнуђена открића тичу питања која су неортодоксна, непопуларна, или чак изазивају мржњу опште јавности, реакције у животу сведока могу да буду катастрофалне.“
У својој одлуци из 1958. у случају Кент против Дулса, Врховни суд је зауставио Стејт департмент у коришћењу својих овлашћења да одбије издавање или поништи пасош грађанину на основу његових комунистичких уверења или веза.

## Последице
Иако може да изгледа да данас макартизам има само историјског значаја, политичке поделе које је он начинио у Сједињеним Државама настављају да се манифестују, и политика и историја антикомунизма у Сједињеним Државама и даље траје. Делови огромне безбедносне машинерије која је успостављена током макартизма и даље постоје. Заклетве лојалности су још увек обавезне по Уставу Калифорније за све званичнике и службенике Владе Калифорније (што је врло проблематично за квекере и Јеховине сведоке, чија уверења их спречавају да се закуну на апсолутну лојалност држави), а на савезном нивоу, неки делови Макарановог закона о унутрашњој безбедности су и даље на снази. Многи посматрачи су упоредили тлачење либерала и левичара током доба макартизма са скорашњим акцијама против осумњичених терориста, већином муслимана. У делу Доба анксиозности: Од макартизма до тероризма, аутор Хејнс Џонсон упоређује „злостављања кроз која су пролазили страни држављани бачени у високосигурносне америчке затворе у освит 11. септембра“ са ексцесима макартистичке ере.
Слично, Дејвид Д. Кол је писао како Патриотски закон „у ствари оживљава филозофију макартизма, једноставно заменивши речи 'комуниста' и 'терориста'.“
Са друге стране, конзервативна ауторка Ен Колтер је посветила већи део своје књиге Издаја повлачећи паралеле између некадашње опозиције Макартију и макартизму и политика и уверења данашњих либерала, тврдећи да су једни ометали антикомунистичку а други ометају борбу против тероризма.
Међу ауторима који су упоређивали савремене антитерористичке политике и макартизам су Џефри Р. Стоун, Тед Морган,
и Џона Голдберг.
Макартизам је контроверзан и као чисто историјско питање. Преко докумената из совјетских архива са којих је скинута ознака тајности и дешифровања совјетских порука (Пројекат Винона), постало је познато да се Совјетски Савез бавио значајним шпијунским активностима у Сједињеним Државама током четрдесетих година двадесетог века. Такође је познато да је Комунистичку партију Сједињених Америчких Држава у значајној мери финансирао, а њену политику контролисао Совјетски Савез, и да су чланови ове партије често регрутовани као шпијуни. По мишљењу неких савремених коментатора, ова открића представљају макар делимичну одбрану макартизма. Постоје мишљења да су постојали истински опасни субверзивни елементи у Сједињеним Државама, и да је ова опасност оправдавала екстремне мере. По другим мишљењима, иако су се у доба макартизма дешавали испади за које нема оправдања, савремени историчари потцењују дубину совјетске шпијунаже у Сједињеним Државама или недемократску природу Комунистичке партије Сједињених Држава, што је став са којим се слажу и неки троцкисти који су сматрали да су они као и антистаљинисти начелно, трпели прогон Комунистичке партије Сједињених Држава. По супротним мишљењима, упркос скорашњим открићима, до почетка макартизма крајем четрдесетих година двадесетог века Комунистичка партија Сједињених Држава је била неефикасна маргинална група, а штета коју су совјетски шпијуни након Другог светског рата нанели америчким интересима је била минимална. Историчарка Елен Шрекер је написала „у овој земљи, макартизам је нанео више штете уставу него што је Комунистичка партија Сједињених Држава икада учинила.“

### Савремено коришћење израза
Од доба Макартија, израз макартизам је ушао у амерички говор као општи израз за низ појава: агресивно испитивање нечијег патриотизма, изношење слабо поткрепљених оптужби, коришћење оптужби за нелојалност како би се извршио притисак на појединца да се потчини конформистичким политикама или да би се дискредитовао противник, занемаривање грађанских права у име државне безбедности и коришћење демагогије се често називају макартизмом Макартизам се такође користи и као синоним за лов на вештице.